# مورتون وايت
مورتون وايت (بالإنجليزية: Morton White)‏ هو فيلسوف ومؤرخ أمريكي، ولد في 29 أبريل 1917 في الجانب الشرقي الأدنى لمانهاتن ‏ في الولايات المتحدة، وتوفي في 27 مايو 2016.